# ロメンティーノ
ロメンティーノ（伊: Romentino）は、イタリア共和国ピエモンテ州ノヴァーラ県にある、人口約5,500人の基礎自治体（コムーネ）。

## 地理

### 位置・広がり
| 隣接するコムーネは以下の通り。括弧内のMIはミラノ県所属を示す。 - ベルナーテ・ティチーノ (MI) - ガッリアーテ - ノヴァーラ - トレカーテ |